# Битард
Битард (фр. bitard) — мифическое существо, внешний вид которого необычен: голова куницы, туловище карпа, заячьи лапы, а хвост павлина или индюка. Является символом Ордена почтения Битарда (фр. ordre du Vénéré Bitard), студенческой ассоциации французского университета Пуатье, созданной в 1920-х годах (предположительно в 1922-м году). Сами же члены Ордена называют себя битардами (фр. bitards), в некоторых случаях носят цветной плащ в соответствии с их рангом в Ордене и фалуше. Из особенностей фалуше битардов можно отметить: украшение шевроном и собственные знаки различия. Фольклор студенческой ассоциации основан на произведениях Франсуа Рабле, так как Битард дважды появляется в сценах охоты в Гаргантюа и Пантагрюэль.
Каждый год Орден организует недельный фестиваль 69-я неделя студентов (фр. 69e Semaine estudiantine), на этот срок город Пуатье переименовывают в Битардбург (фр. Bitardbourg). В течение этой недели проходят различные мероприятия, в том числе и охота на Битарда.